# Parastictococcus gowdeyi
Parastictococcus gowdeyi är en insektsart som först beskrevs av Robert Newstead 1913.  Parastictococcus gowdeyi ingår i släktet Parastictococcus och familjen Stictococcidae. Inga underarter finns listade i Catalogue of Life.